# Click wheel

Click wheel.

Click wheel é um anel de comando sensível ao toque incluído nos produtos iPod, da fabricante Apple Inc..

## Funcionamento
O sensor é utilizado para navegar por todos os menus do iPod e controlar todos os seus recursos. Ele funciona deslizando o dedo ao redor da roda e pressionando os botões localizados abaixo e no meio do anel.
a Pressão aciona mecanicamente os comandos: menu, voltar, avançar, reproduzir/pausar e o botão no centro é utilizado para selecionar.